# Уряд Ліз Трасс
Кабінет Ліз Трасс (англ. Truss ministry) — 100-й Кабінет міністрів Сполученого Королівства, у період з 6 вересня до 25 жовтня 2022 року на чолі з Ліз Трасс.
20 жовтня 2022 року, на тлі зростання несхвалення керівництва з боку Консервативної партії, Трасс оголосила про свою відставку, що зробило її перебування на посаді найкоротшим в історії Сполученого Королівства. 24 жовтня Трасс пішла у відставку з поста лідерки Консервативної партії, а 25 жовтня — з поста прем’єр-міністра. Кабінет міністрів було розпущено після призначення Ріші Сунака прем'єр-міністром 25 жовтня.

## Формування уряду
- 5 вересня 2022 — Перемога Ліз Трасс на виборах очільника владної Консервативної партії й доручення королеви Єлизавети II про становлення нового уряду[5].
- 6 вересня 2022 року — Ліз Трасс склала присягу, а також було оголошено склад чинного Кабміну.

## Склад уряду
| Посади                                                                                              | Фото              | Ім'я               |
| Кабінет міністрів                                                                                   | Кабінет міністрів | Кабінет міністрів  |
| --------------------------------------------------------------------------------------------------- | ----------------- | ------------------ |
| Прем'єр-міністр Перший Лорд Скарбниці Міністр з питань державної служби Міністр Союзу               |                   | Ліз Трасс          |
| Віце-прем'єр-міністр Державний секретар з питань охорони здоров'я та соціального забезпечення       |                   | Тереза Коффі       |
| Канцлер скарбниці Другий лорд скарбниці                                                             |                   | Квасі Квартенґ     |
| Канцлер скарбниці Другий лорд скарбниці                                                             | Джеремі Гант      |                    |
| Міністр закордонних справ                                                                           |                   | Джеймс Клеверлі    |
| Міністр внутрішніх справ                                                                            |                   | Суелла Браверман   |
| Міністр внутрішніх справ                                                                            | Грант Шаппс       |                    |
| Державний секретар з питань оборони                                                                 |                   | Бен Воллес         |
| Державний секретар юстиції Лорд-канцлер                                                             |                   | Брендон Льюїс      |
| Канцлер герцогства Ланкастерського Міністр міжбюджетних відносин Міністр у справах жінок і рівності |                   | Надхім Захаві      |
| Лідер палати громад Лорд-президент Таємної ради                                                     |                   | Пенні Мордонт      |
| Лідер палати лордів Лорд-хранитель Малої печатки                                                    |                   | Ніколас Едвард Тру |
| Міністр без портфеля Голова партії                                                                  |                   | Джейк Беррі        |
| Президент COP26                                                                                     |                   | Алок Шарма         |
| Державний секретар з питань бізнесу та торгівлі                                                     |                   | Джейкоб Ріс-Могг   |
| Державний секретар з питань житлового будівництва та громад                                         |                   | Саймон Кларк       |
| Державний секретар з міжнародної торгівлі Президент торгової ради                                   |                   | Кемі Баденок       |
| Державний секретар з питань праці та пенсій                                                         |                   | Хлоя Сміт          |
| Державний секретар з питань освіти                                                                  |                   | Кіт Малтхаус       |
| Державний секретар з питань навколишнього середовища, продовольства та сільського господарства      |                   | Раніл Джаявардена  |
| Державний секретар з питань транспорту                                                              |                   | Анн-Марі Тревельян |
| Державний секретар з питань культури, ЗМІ та спорту                                                 |                   | Мішель Донелан     |
| Державний секретар Північної Ірландії                                                               |                   | Кріс Гітон-Гарріс  |
| Державний секретар Шотландії                                                                        |                   | Алістер Джек       |
| Державний секретар Уельсу                                                                           |                   | Роберт Бакленд     |
| Участь у засіданнях Кабміну                                                                         |                   |                    |
| Парламентський секретар скарбниці Головний представник Палати громад                                |                   | Венді Мортон       |
| Головний секретар скарбниці                                                                         |                   | Кріс Філп          |
| Головний секретар скарбниці                                                                         | Едвард Аргар      |                    |
| Генеральний прокурор Англії та Уельсу Генеральний адвокат Північної Ірландії                        |                   | Майкл Елліс        |
| Міністр Кабінету Міністрів Генеральний платник                                                      |                   | Едвард Аргар       |
| Міністр Кабінету Міністрів Генеральний платник                                                      | Кріс Філп         |                    |
| Міністр державного розвитку                                                                         |                   | Вікі Форд          |
| Міністр державної безпеки                                                                           |                   | Том Тугендхат      |
| Державний міністр у справах збройних сил і ветеранів                                                |                   | Джеймс Хіппі       |
| Державний міністр з питань клімату                                                                  |                   | Грем Стюарт        |

#### Зміни
- Квасі Квартенґ був звільнений 14 жовтня 2022 року після ринкових потрясінь після вересневого міні-бюджету[6]. Його змінив колишній міністр закордонних справ Джеремі Гант. Того ж дня Кріс Філп й Едвардом Аргаром обмінялися посадами[7].
- Суелла Браверман пішла у відставку з посади Міністра внутрішніх справ 19 жовтня 2022 року[8]. Її замінив колишній міністр транспорту Грант Шаппс[9].